# Nihoa karawari
Nihoa karawari är en spindelart som beskrevs av Raven 1994. Nihoa karawari ingår i släktet Nihoa och familjen Barychelidae. Inga underarter finns listade i Catalogue of Life.